# Sporetus distinctus
Sporetus distinctus es una especie de escarabajo longicornio del género Sporetus, tribu Acanthocinini, subfamilia Lamiinae. Fue descrita científicamente por Monné en 1976.
La especie se mantiene activa durante el mes de diciembre.

## Descripción
Mide 8,5 milímetros de longitud.

## Distribución
Se distribuye por Perú.